# Avtodrom Soči
Avtodrom Soči (rusko Сочи Автодром, Soči Avtodrom) je dirkališče v Rusiji, ki leži v bližini mesta Soči v Krasnodarskem okraju. Dirkališče je med sezonama 2014 in 2021 redno gostilo dirko Svetovnega prvenstva Formule 1 za Veliko nagrado Rusije.

## Proga
Avtodrom Soči se nahaja v Olimpijskem parku Soči v naselju Sirius, kjer so potekale Zimske olimpijske igre 2014. Gre za kombinacijo stalnega in uličnega dirkališča. Proga je dolga 5,848 kilometra in ima 19 ovinkov. Oblikoval jo je nemški arhitekt Hermann Tilke, ki je v zadnjih desetletjih zasnoval številne nove in predrugačene proge za Svetovno prvenstvo Formule 1.
Štartni položaji so v bližini železniške postaje v severnem delu Olimpijskega parka Soči. Proga med drugim in petim ovinkom delno poteka vzdolž roba krožnega osrednjega trga Olimpijskega parka Soči, kjer so bile med Zimskimi olimpijskimi igrami 2014 podeljevane kolajne. Po osmem ovinku proga gre nazaj proti štartnim položajem. Na tem mestu so štirje ostri ovinki, ki ležijo v bližini ledne dvorane Bolšoj in drsališča Adler Arena. Sledita dva hitra ovinka, ki peljeta proti drugi kombinaciji štirih ostrih ovinkov, preden se krog konča z dvema ovinkoma pravega kota.

## Zgodovina
Dirkališče je bilo uradno odprto 21. septembra 2014, torej nekaj več kot pol leta po koncu Zimskih olimpijskih iger 2014. Prvo dirko Formule 1 za Veliko nagrado Rusije je gostilo 12. oktobra 2014. Zmagal je Lewis Hamilton iz moštva Mercedes, medtem ko je njegov moštveni kolega Nico Rosberg dosegel drugo mesto, s čimer si je nemško moštvo zagotovilo naslov konstruktorskega prvaka, ko so bile do konca sezone še tri dirke. Hamilton je zmagal tudi na naslednji dirki leta 2015, kar je zadostovalo za zagotovitev novega naslova konstruktorskega prvaka Mercedesu, ko so do konca sezone preostale še štiri preizkušnje.
V letih 2016 in 2017 je Velika nagrada Rusije potekala spomladi kot četrta dirka sezone. Leta 2016 je zmagal Rosberg, medtem ko je v naslednjem letu 2017 svojo sploh prvo zmago v Formuli 1 dosegel Valtteri Bottas, ki je pred začetkom sezone nadomestil Rosberga pri Mercedesu. Med sezonama 2018 in 2021 je dirka potekala konec septembra. Po dveh zmagah Hamiltona je na dirki leta 2020 svojo drugo zmago na Veliki nagradi Rusije dosegel Bottas. Ta je na dirki leta 2018 štartal z najboljšega položaja, obdržal vodstvo in prevozil najhitrejši krog, a je sredi dirke zaradi moštvenega ukaza na prvo mesto spustil Hamiltona, ki je po dirki tudi sam povedal, da ni želel zmagati na takšen način.
Na zadnji dirki leta 2021, ki je delno potekala po deževnem vremenu, je Hamilton dosegel svojo peto zmago v Rusiji in postal prvi dirkač s stotimi zmagami v zgodovini Formule 1, medtem ko je McLarnov dirkač Lando Norris prvič v svoji karieri štartal z najboljšega položaja. Hamiltonova zmaga je bila osma zmaga Mercedesovih dirkačev na osmi dirki Formule 1 na Avtodromu Soči.
V sezoni 2022 je Velika nagrada Rusije zopet imela potekati konec septembra in zadnjič na Avtodromu Soči, saj je bilo že 26. junija 2021 sporočeno, da je za sezono 2023 načrtovana premestitev na novo dirkališče Igora Drive v bližini Sankt Peterburga. Po ruski invaziji na Ukrajino je bilo 3. marca 2022 sporočeno, da je bila večletna pogodba z organizatorjem Velike nagrade Rusije razveljavljena, s čimer je bila potrjena odpoved dirke v sezoni 2022 ter ni pričakovati, da se bo Velika nagrada Rusije v naslednjih letih vrnila na koledar Svetovnega prvenstva Formule 1.

## Zmagovalci
| Sezona | Zmagovalec      | Moštvo   | Poročilo |
| ------ | --------------- | -------- | -------- |
| 2021   | Lewis Hamilton  | Mercedes | Poročilo |
| 2020   | Valtteri Bottas | Mercedes | Poročilo |
| 2019   | Lewis Hamilton  | Mercedes | Poročilo |
| 2018   | Lewis Hamilton  | Mercedes | Poročilo |
| 2017   | Valtteri Bottas | Mercedes | Poročilo |
| 2016   | Nico Rosberg    | Mercedes | Poročilo |
| 2015   | Lewis Hamilton  | Mercedes | Poročilo |
| 2014   | Lewis Hamilton  | Mercedes | Poročilo |